# 2,5-Dibromhydrochinon
2,5-Dibromhydrochinon ist eine chemische Verbindung, die zur Stoffgruppe der Phenole gehört. Sie ist zusammen mit 2,3-Dibromhydrochinon und 2,6-Dibromhydrochinon eines der drei stellungsisomeren Dibromhydrochinone.

## Historisches
2,5-Dibromhydrochinon wurde erstmals 1880 von Rudolf Benedikt untersucht.

## Darstellung
2,5-Dibromhydrochinon kann aus Hydrochinon durch Bromierung mit elementarem Brom in Essigsäure hergestellt werden.
Ebenso ist die Synthese aus 1,4-Benzochinon mit Bromwasserstoffsäure möglich.

## Reaktionen
2,5-Dibromhydrochinon kann leicht (z. B. mit Eisen(III)-chlorid) zum gelben 2,5-Dibrombenzochinon (CAS-Nummer: 1633-14-3, Schmelzpunkt bei 188–190 °C) oxidiert werden.
Die Nitrierung von 2,5-Dibromhydrochinon mit Salpetersäure schlägt fehl, es tritt eine Oxidation ein und es bildet sich 2,5-Dibromchinon.
Die vollständige Methylierung mit Dimethylsulfat führt zum 1,4-Dibrom-2,5-dimethoxybenzol, das bei 144–149 °C schmilzt.
Der Dipropylether kann durch Williamson-Ethersynthese mit 1-Brompropan in Ethanol dargestellt werden. Sein Schmelzpunkt liegt bei 79–81 °C. Auf ähnliche Weise kann mit 1-Bromhexan in DMF der Dihexylether und mit 1-Bromoctadecan der Dioctadecylether synthetisiert werden (Schmelzpunkt 90–92 °C.)